# Sonnewalde
Sonnewalde est une ville de Brandebourg (Allemagne), située dans l'arrondissement d'Elbe-Elster.

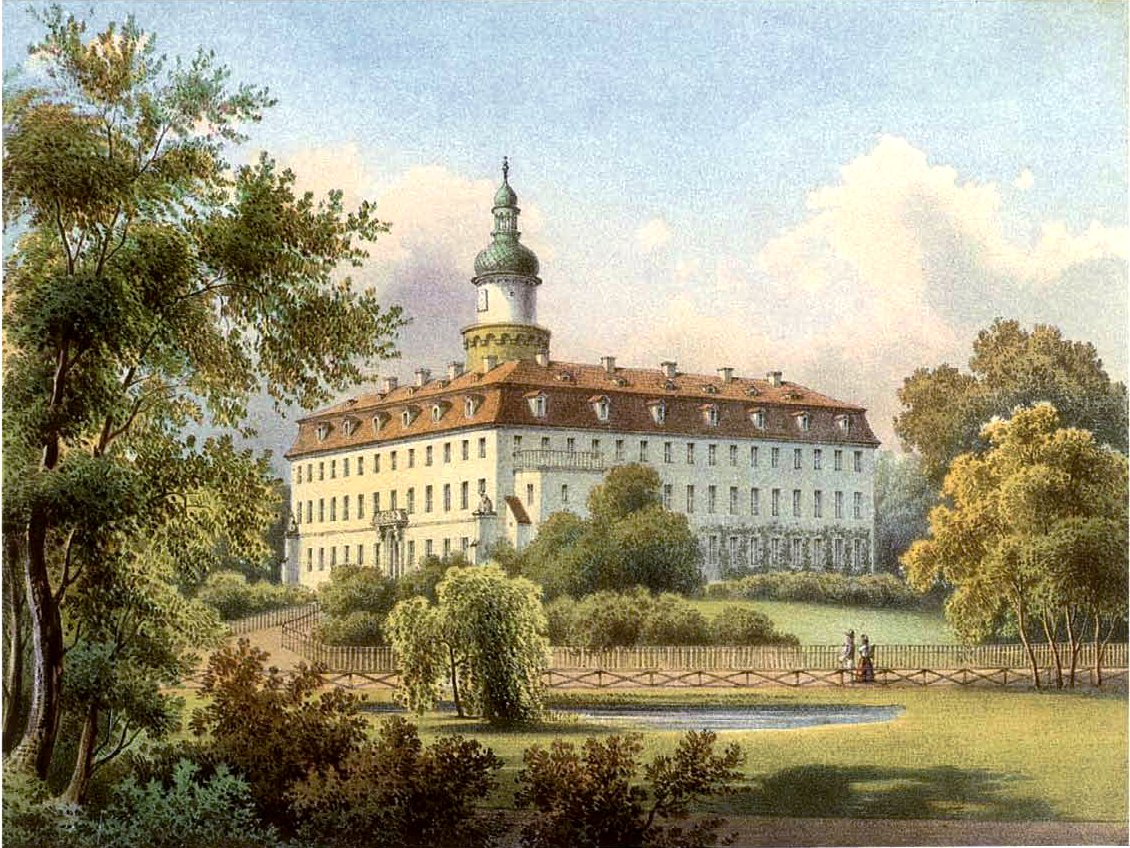
Palace Sonnewalde, around 1860, Edition by Alexander Duncker

## Personnalités liées à la ville
- Anne-Marie de Solms-Sonnewalde (1585-1634), comtesse né à Sonnewalde.
- Johannes Schultze (1881-1976), historien né à Großkrausnik.